# كثيرات الأشعار
كثيرات الأشعار أو كثيرات الأهداب أو الديدان الحلقية عديدة الأشواك (الاسم العلمي: Polychaeta) هي طائفة حيوانية تتبع شعبة حلقيات. شعبة الكثيرات الأشعار تضمّ نحو 10000 نوع، ينتشر معظمها على امتداد الشواطئ البحرية. يراوح طول الواحد من معظمها بين 5 و10سم، وطول بعضها أصغر من 1مم، لكن قد يصل طول بعضها الآخر إلى 3م. ألوانها زاهية، خضر وحمر (الشكل1)، وبعضها ألوانه عادية، لكن لبعضها الآخر- خصوصاً ساكنات الأنابيب- أشكال جميلة.
تتميز كثيرات الأشعار عن باقي الحلقيات برأسها جيد التمايز وبأعضاء الحسّ المتخصصة وبشفع من اللواحق تسمى الأرجل الجانبية parapodia، التي توجد على معظم قطع الجسم، وبعدم وجود السرج clitellum الذي يميز قليلات الأشعار. جميع أفرادها بحرية لها زوائد جانبية . مثل دودة الرمل (النيرس Neris) تمثل غذاء للأسماك والسرطانات.

## التصنيف
- طائفة كثيرات الأشعار
  - تحت طائفة الجساسات
    - الجساسات القنواتية
      - السابيليات
        - السبوغلينات
          - السبوغلينة

    - الديدان الإبرية
      - رتبة الفيلودوسيات
        - رتيبة فيلودوسيات الشكل
          - فصيلة الفيلودوسات
            - أسرة الفيلودوساوات
              - جنس الفيلودوس